# Bob Shaw (giocatore di football americano)
Robert Shaw, detto Bob (Richwood, 22 maggio 1921 – Westerville, 10 aprile 2011), è stato un giocatore di football americano, allenatore di football americano e cestista statunitense, professionista nella NFL e nella NBL.

## Palmarès
- Convocazioni al Pro Bowl: 1